# Tolleranza zero
L'espressione tolleranza zero indica un modello politico basato sull'applicazione particolarmente intransigente delle norme di pubblica sicurezza, applicato per la prima volta dall'ex sindaco di New York, Rudolph Giuliani.
Questa politica intendeva punire aspramente non solo crimini che violavano la legge, ma anche atti devianti che violavano semplici norme sociali. Giuliani si prese poi il merito di aver diminuito il tasso di criminalità nella città di New York che scese sotto la media nazionale.

## Storia
Questa politica deriva dalla "teoria delle finestre rotte" (broken windows theory) formulata nel 1982 dai sociologi James Q. Wilson e George Kelling, che prevede che le persone, vedendo una finestra rotta che non viene riparata, si abituano ad un'idea di deterioramento, di disinteresse e mancanza di regole che stimola le attività criminali.
L'ex sindaco di New York, Rudolph Giuliani, applicò la teoria della finestra rotta nel 1994. Uno dei luoghi più pericolosi della città era la metropolitana. 
La tolleranza zero nei confronti delle trasgressioni minori, come il mancato pagamento del biglietto, spazzò via l'idea che la metropolitana fosse una zona senza regole, producendo un'immediata contrazione del numero di crimini, anche gravi.
Durante l'applicazione di tale politica, si rilevò un aumento di manifestazioni non pacifiche nel quartiere Bronx, da parte dei residenti afroamericani. Tale fenomeno si fermò solamente dopo pochi giorni dal suo inizio, dato che la missione "tolleranza zero" continuò senza problemi, più decisa e organizzata di prima.
A parte questa genesi, tolleranza zero, da modo di dire per manifestare la propria fermezza, è diventato un sintagma che designa una linea di politica criminale (o comunque disciplinare), in riferimento a una particolare categoria di trasgressioni come ad esempio nei confronti del fumo. La tolleranza zero viene tipicamente applicata dalle scuole, relativamente a certi ambiti quali la detenzione e l'utilizzo di droghe o di armi. Per esempio, uno studente trovato in possesso di droga o di armi in una scuola che applica la tolleranza-zero incorrerà immediatamente nella massima sanzione prevista. È chiaro che una tale politica richiede una normativa estremamente esplicita; una normativa confusa o generica potrebbe provocare altrimenti grosse conseguenze.

### In Italia
In Italia, l'espressione tolleranza zero è stata utilizzata in accezioni diverse, da diverse parti politiche, spesso perdendo ogni relazione con la teoria che ne è alla base formale: numerosi Governi hanno voluto interpretare questa politica varando diversi "pacchetti sicurezza" basati sul generico inasprimento delle sanzioni, dei divieti e delle pene detentive; alcuni sindaci invece l'hanno intesa come un'azione di repressione contro attività ritenute sgradevoli e/o indecorose come l'accattonaggio e la prostituzione. Tuttavia non essendo reati, la repressione verso queste attività è avvenuta per vie traverse, come ad esempio le multe agli automobilisti che si fermavano accanto alle prostitute; la Lega Nord ha applicato questa politica facendo approvare al Parlamento la Legge Bossi-Fini e successivamente il reato di clandestinità, entrambi con l'obiettivo di contrastare l'immigrazione clandestina.

## Populismo penale
La tolleranza zero si inscrive nel fenomeno del populismo penale: esso “consiste nell’uso demagogico e congiunturale del diritto penale diretto ad alimentare la paura con misure tanto anti-garantiste quanto inefficaci alla prevenzione della criminalità” (Luigi Ferrajoli).
(Michele Serra, Popolare è il bastone, La Repubblica, 16 novembre 2019, p. 34)
Per altro verso, "cavalcare le paure serve solo a produrre ulteriore insicurezza percepita. Qui, oltre alle responsabilità politiche, giocano anche quelle dei media, sempre pronti a rilanciare acriticamente gli allarmi e raramente disposti a prendere o a dare spazio a posizioni impopolari".

## Critiche
La linea di politica criminale così designata contrasta con l'accezione dello Stato di diritto affermatasi nella civiltà occidentale, che la modula in relazione all'intensità dell'offesa inferta da chi viola la norma: in Francia, ad esempio, il Consiglio di Stato ha sviluppato un controllo di proporzionalità delle misure amministrative che attentano alle libertà pubbliche, come avvenne per la libertà di riunione nella sentenza Benjamin del 1933. La Corte europea dei diritti dell'uomo non procede diversamente: essa considera che una misura non è legittima se non quando è strettamente necessaria; a volte essa parla, in proposito, di “bisogno sociale imperioso”, per cui esplica un controllo rigoroso sulle limitazioni portate alle libertà tutelate dalla CEDU. 
La Corte costituzionale italiana «ha progressivamente riconosciuto, anche in materia penale, il principio di proporzione tra illecito e sanzione, quale ulteriore implicazione della ragionevolezza – o meglio, della “ragionevolezza intrinseca” – capace di spostare il sindacato sull'equilibrio interno alla fattispecie»: infatti «il principio di uguaglianza (...) esige che la pena sia proporzionata al disvalore del fatto illecito commesso, in modo che il sistema sanzionatorio adempia, nel contempo, alla funzione di difesa sociale ed a quella di tutela delle posizioni individuali» (sentenza n. 409 del 1989).
Nel libro Parola d'ordine: Tolleranza zero, Loïc Wacquant scrive che, per averne la prova dell'inefficacia di questa politica, basta confrontare i dati statistici sui reati di New York con quelli di San Diego: tra il 1993 e il 1996, la metropoli californiana può vantare una diminuzione della criminalità identica a quella di New York, avendo adottato tutt'altre politiche.